# سوفیا کیانی

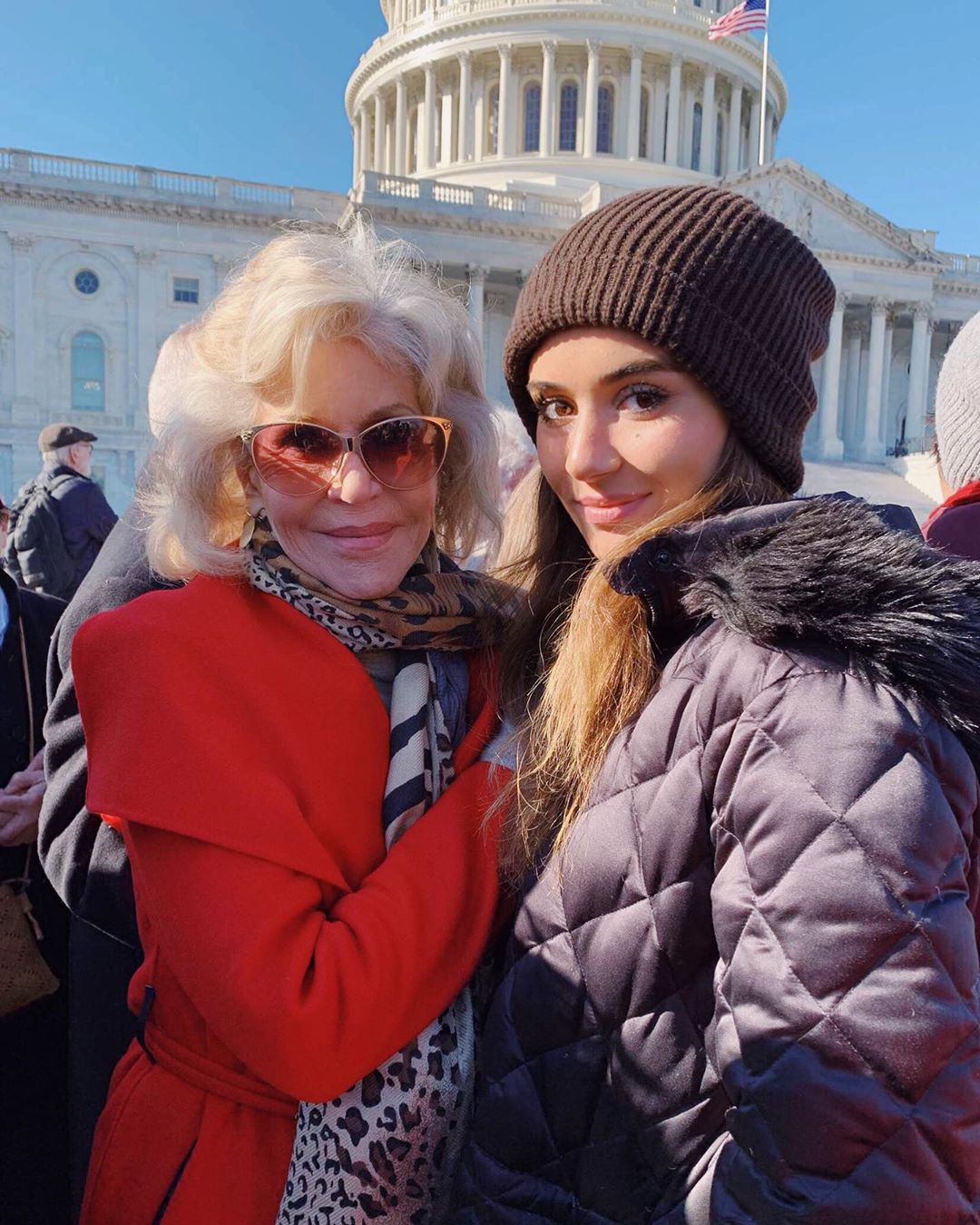
جین فوندا (چپ) و سوفیا کیانی (راست) در مراسمی در مقابل کاخ کنگره آمریکا در سال ۲۰۱۹ میلادی.

سوفیا کیانی (انگلیسی: Sophia Kianni؛ زادهٔ ۱۳ دسامبر ۲۰۰۱) فعال محیط زیست و تغییرات اقلیمی و همچنین فعالِ جنبش زیست‌محیطی و روزنامه‌نگار مستقل اهل ایالات متحده آمریکا است. وی بنیان‌گذار و مدیر اجرایی شرکت غیرانتفاعی و بین‌المللی «کلایمت کاردینالز» است که کارشان ترجمهٔ مطالب مربوط به تغییرات اقلیمی به ۱۰۰ زبان و اطلاع‌رسانی در این زمینه است. وی نمایندهٔ کشور آمریکا و جوان‌ترین عضو «گروه مشورتی جوانان دبیرکل سازمان ملل در مورد تغییرات اقلیمی» است. او همچنین به‌عنوان یک تدبیرگر ملی برای اعتصاب مدارس برای اوضاع جوی، سخنگوی گروه «قیام علیه خطر نابودی» (شورش ضد انقراض) و هماهنگ‌کنندهٔ مشارکت‌های ملی برای یک گروه حمایت از محیط زیست با نامِ «ساعت صفر» فعالیت می‌کند.
علاقه‌مندی او به اوضاع جوی از دوران مدرسهٔ راهنمایی در تهران آغاز شد، زمانی که دود ناشی از آلودگی هوا، ستاره‌های آسمان شب را محو کرده بود و «نشانه‌ای بود که جهان ما با سرعت نگران‌کننده‌ای در حال گرمایش است». وی بعدها به گروه گرتا تونبرگ با نام اعتصاب مدارس برای اوضاع جوی پیوست و مدتی مدرسه را رها کرد تا از اقدام‌های جاری برای جلوگیری از تحولات جوی حمایت کند. وی یکی از ترتیب‌دهندگان اعتصاب مدارس برای اوضاع جوی بود.
وی در وگ نوجوانان مقاله‌ای دربارهٔ نحوهٔ مشارکتش در اعتراضات و همچنین شرکت در یک اعتصاب غذا در دفتر نانسی پلوسی نوشت. مجلهٔ وایس، او را یکی از «۲۰ فرد سال ۲۰۲۰» انتخاب نمود. «کلایمت کاردینالز» که کارش را در ماه مه ۲۰۲۰ و با ۱۱۰۰ داوطلب آغاز نمود، برای انتشار تصاویر و اطلاع‌رسانی به فارسی‌زبانان با «رادیو جوان» همکاری کرد و تا ماه اوت ۲۰۲۰، تعداد مشارکت‌کننده‌های داوطلبی خود را به ۵۰۰۰ رساند که میانگین سن‌شان ۱۶ سال بود. تا ماه دسامبر ۲۰۲۰ میلادی، داوطلبان این گروه غیرانتفاعی به ۸۰۰۰ رسیده و با یونیسف و مترجمان بدون مرز همکاری دارند.
او همینک به‌همراه پدر، مادر و خواهر کوچکترش در مک‌لین، ویرجینیا زندگی می‌کند.
او در فهرست ۱۰۰ زن تاثیرگذار سال ۲۰۲۳ شبکه جهانی بی‌بی‌سی قرار گرفت.